# Antje Tesche-Mentzen

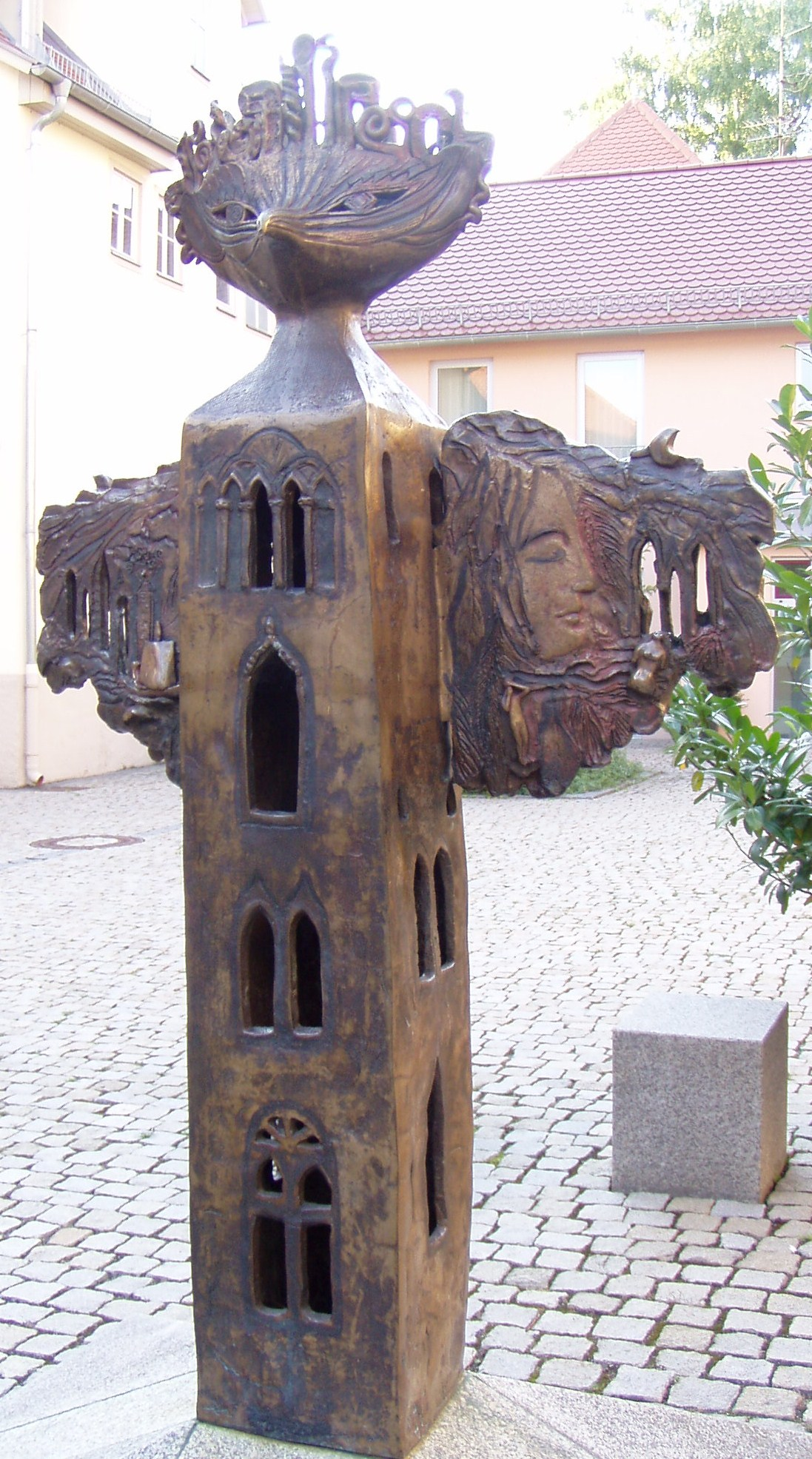
Weltenvogel
(Füllbacher Hof, Bad Kissingen)

Antje Tesche-Mentzen (* 1943 in Kiel) ist eine deutsche Malerin und Bildhauerin.

## Leben
Schon 1957 war sie als 14-Jährige Stipendiatin für Malerei bei Werner Rieger (* 1921; † 2008) in Kiel, absolvierte in München von 1961 bis 1963 ein Ballett- und von 1963 bis 1969 an der Musikhochschule München ein Gesangsstudium und nahm 1970 zusätzlich Keramik-Kurse. Im Jahr 1972 machte sie ein Volontariat in der Keramikwerkstatt M. Wehner (München).
Ab 1973 hat Tesche-Mentzen eine eigene Werkstatt in München und Venedig und fertigt erste keramische Skulpturen, seit 1975 führt sie öffentliche Ateliertage mit Lesungen und Konzerten internationaler Künstler durch, ab 1982 fertigt sie lebensgroße Skulpturen in Keramik und Bronze. Ab 1990 betreibt sie ein weiteres Atelier in Hafendorf, einem Ortsteil der Gemeinde Söchtenau am Simssee im oberbayerischen Landkreis Rosenheim. Heute hat sie ihren ersten Wohnsitz in München-Solln, ist Mitglied im Künstlerkreis „Münchner Süden“, führt dort schon seit 1962 Deutschlands älteste Kinder-Malschule und unterrichtet Kinder ab drei Jahren in Malen, Töpfern und Werken.

## Arbeitsweise und Werk
„Sie arbeitet nie abstrakt, doch auch nicht konsequent abbildend, eher fragmentarisch und symbolhaft. Der Schönheit verpflichtet.“
Die Größe ihrer Figuren hat Bewunderung ihrer handwerklichen und künstlerischen Fähigkeiten ausgelöst: „Große und überlebensgroße Tonskulpturen meisterhaft allein schon in der handwerklichen Ausführung. Kaum ein Künstler hat sich an Tonfiguren dieser Größe gewagt.“ (Dr. Walter Flemmer).
Ihre Arbeiten in Form von größeren Brunnen, Skulpturen oder Mosaiken findet man im öffentlichen Raum, kleinere Objekte auch in privaten und öffentlichen Sammlungen. So fertigte sie z. B. das über 80 Quadratmeter große Glasmosaik mit dem Motiv der Schöpfungsgeschichte auf dem Boden der Katholischen Akademie in München aus den 1980er Jahren, das in Erdtönen, Gold und Blau gehalten ist.
Kunst ist für sie „die Verbindung aus Geist und Handwerk“.

## Ausstellungen
Tesche-Mentzen nimmt seit 1975 an verschiedenen Gruppenausstellungen im In- und Ausland teil, aber ebenso in jährlicher Folge auch an Einzelausstellungen.

## Schriften
- Skulpturen zu Werken von Richard Strauss, Bruckmann Verlag, ISBN 3-7654-2261-4
- Nichts ist verloren, R.S. Schulz Verlag
- Der Tod einer schönen Frau..., Peter Lang Verlag, ISBN 3-9067-6474-5
- Toskana Skizzenbuch, Edition Lipp, ISBN 3-87490-702-3
- Kunst von Kindern, Verlag Frederking und Thaler, ISBN 3-89405-466-2
- Children's Art, in englischer Sprache, Prestel Publishing USA, ISBN 3-89405-446-8

## Rezeption
Der Komponist Wilfried Hiller schuf für Antje Tesche-Mentzen ein sechsteiliges Stück mit Gesang mit dem Titel Skulpturen der Liebe. Es ist ein musikalisches Porträt der Künstlerin, hat ihre Skulpturen zum Thema und wurde im Dezember 2014 vom Symphonieorchester Wilde Gungl München uraufgeführt.